# Jaroslav Stuchlík
Jaroslav Stuchlík (ur. 22 kwietnia 1890 w Uhlíře, zm. 8 grudnia 1967 w Pradze) – czeski lekarz psychiatra, psychoanalityk, psycholog, socjolog, botanik, profesor psychiatrii Uniwersytetu w Bratysławie.

## Życiorys
Syn Antonína Stuchlíka. Ukończył gimnazjum w Kutné Hoře (1909). Studiował nauki przyrodnicze i medycynę na Uniwersytecie w Zurychu. W latach 1912/13 uzupełniał studia w klinice Emila Kraepelina w Monachium. W latach 1913–1914 w klinice Burghölzli w Zurychu u Eugena Bleulera jako asystent. Od 1917 w Wiedniu, poznał Freuda, Junga i Adlera. Po powstaniu Czechosłowacji pracował w szpitalu w Koszycach. W 1945 mianowany szefem kliniki psychiatrycznej w Pilźnie. W 1948 mianowany profesorem. Do 1955 obowiązywał go zakaz publikacji.
W 1912 ożenił się z Sorą Sirotoff.
Jego uczniem i asystentem był Emanuel Windholz.

## Wybrane prace
- Ueber die hereditären Beziehungen zwischen Alkoholismus und Epilepsie
- Ueber Arsotonin. Pest. med.-chir. Presse 1916; 52: 7-9.
- [Disturbances of consciousness of self.] Casop. lék. česk. 1914; 53: 686; 730.
- Hereditäre Beziehungen zwischen Alkoholismus und Epilepsie. Cor.-Bl. f. schweiz. Aerzte 1915; 45: 70-84.
- Hereditäre Beziehungen zwischen Alkoholismus und Epilepsie. Basel, 1914.
- [Treatment of epilepsy with opium according to Flechsig.] Rev. neuropsychopath. 1922; 19: 33–39.
- Ueber die praktische Anwendung des Assoziationsexperimentes. Arch. f. Psychiat. 1920; 62: 441; 812.
- [Devensive reflexes (automatic).] Časop. lék. česk. 1922; 61: 400-403.
- Ueber die hereditären Beziehungen zwischen Alkoholismus und Epilepsie. Zürich, 1914.
- Psychoanalysa: Základní pojmy, pracovní methody, provotné theorie. Praha, 1918.
- Obrana proti duševním chorobám, 1923

- [Motor agitation and hallucinatory confusion in aviators]. Cas. lék. česk. 1927; 66: 298–304.
- Stuchlik J, Frank J. [Rare case of cerebral gliomatosis] Cas. lék. česk. 1930; 69: 1036–41.
- La salamandrine dans le diagnostic et le traitement de l'épilepsie. C. rend. Soc. biol. 1928; 98: 251.
- [Possibilities and diagnostic value of produced epileptic crisis]. Cas. lék. česk. 1929 68: 833; passim.
- [Salamanderin treatment of epilepsy]. Bratisl. lek. listy. 1927; 6: 466–73.
- [Crotalin and cobrin as remedies for epilepsy]. Cas. lék. česk. 1927; 66: 1961–8.
- La Conception psychologique de l'hypnose et de la suggestion. Paris, 1965
- Prolegomena ke studiu neofasií (I–VII)
- Neofatické polyglotie psychotiků, 2006.